# Bendix Aviation
The Bendix Aviation Corporation fu un costruttore di aeromobili attivo dal 1929 al 1960 a Los Angeles, California.

## Storia
Fondata nel 1929 da Vincent Hugo Bendix come prosieguo dell'attività nel settore automobilistico. La Bendix durante la seconda guerra mondiale raggiunse la 17ª posizione tra i fornitori degli USA per contratti.
Negli anni '50 Fred McLafferty e Roland Gohlke assieme a William C. Wiley e Daniel B. Harrington alla Bendix Aviation dimostrarono la potenzialità della combinazione della gascromatografia e della spettrometria di massa. Venne creata così la gascromatografia-spettrometria di massa con lo strumento Bendix MA-2 spettrometria di massa a tempo di volo.
Bendix Aviation sviluppò diversi dispositivi come il carburatore aeronautico Bendix-Stromberg pressure carburetor così come ad esempio il missile RIM-8 Talos per la US Navy.

### Bendix Corporation
La società origine di Bendix venne rinominata in Bendix Corporation nel 1960 e visse fino al 1983, anno della acquisizione da parte di Allied Corporation (AlliedSignal, poi Honeywell International Inc.) e la divisione radioelettronica divenne con King Radio la Bendix-King.